# Harcsafélék

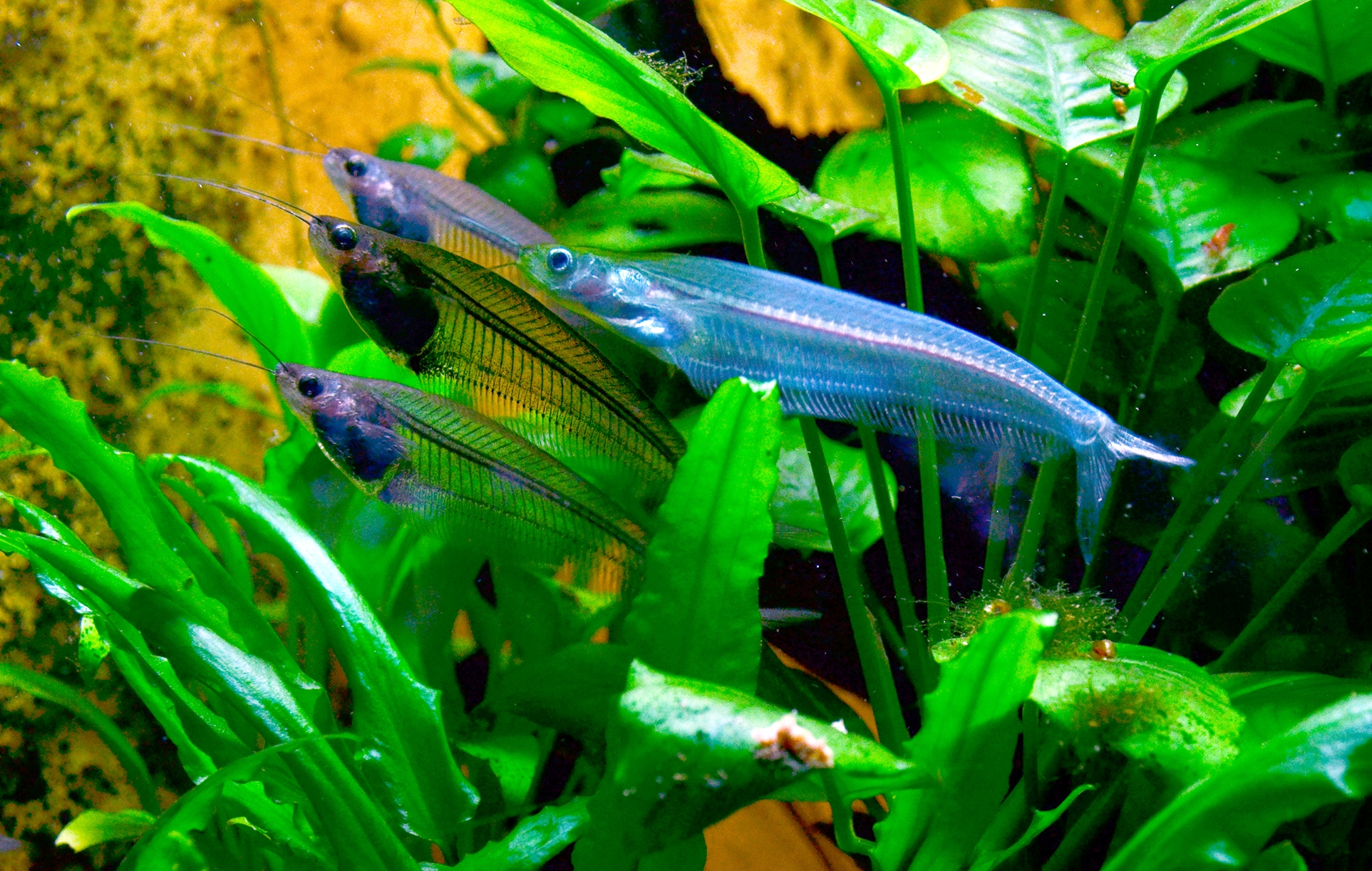
Indiai üvegharcsa (Kryptopterus bicirrhis)

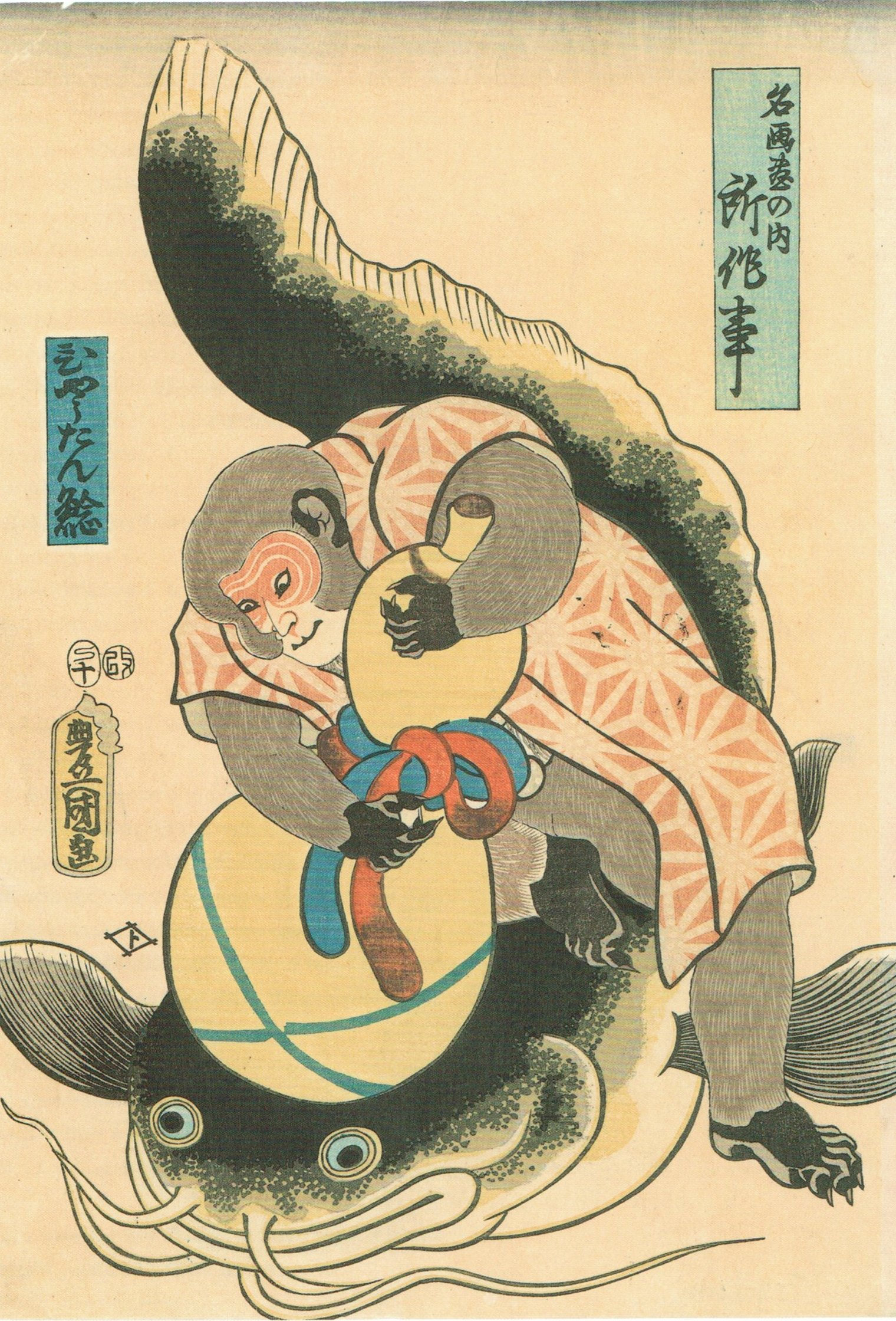
Utagava Kuniszada (1786 – 1865): Harcsafogás lopótökkel

A harcsafélék (Siluridae) a sugarasúszójú csontos halakhoz és  a  harcsaalakúak (Siluriformes) rendjébe tartozó család.
Ezt a főleg a Távol-Keleten elterjedt családot Európában csak egy faj képviseli. Erre és a többi harcsafélére is jellemző a csupasz, pikkelytelen test, a száj körül elhelyezkedő 2-3 pár bajusszál, hosszú farokalatti úszó és az izomzatban a szálkák hiánya.

## Rendszerezés
A családba az alábbi nemek tartoznak:
- Belodontichthys  (Bleeker, 1857) – 2 faj
  - Belodontichthys dinema
  - Belodontichthys truncatus

- Ceratoglanis  (Myers, 1938) – 2 faj
  - Ceratoglanis pachynema
  - Ceratoglanis scleronema

- Hemisilurus  (Bleeker, 1857) – 3 faj
  - Hemisilurus heterorhynchus
  - Hemisilurus mekongensis
  - Hemisilurus moolenburghi

- Hito  (Herre, 1924) – 1 faj
  - Hito taytayensis

- Kryptopterus  (Bleeker, 1857) – 23 faj
  - Kryptopterus apogon
  - Kryptopterus baramensis
  - Indiai üvegharcsa (Kryptopterus bicirrhis)
  - Kryptopterus bleekeri
  - Kryptopterus cheveyi
  - Kryptopterus cryptopterus
  - Kryptopterus dissitus
  - Kryptopterus geminus
  - Kryptopterus hesperius
  - Kryptopterus hexapterus
  - Kryptopterus lais
  - Kryptopterus limpok
  - Kryptopterus lumholtzi
  - Kryptopterus macrocephalus
  - Kryptopterus micronema
  - Kryptopterus minor
  - Kryptopterus mononema
  - Kryptopterus palembangensis
  - Kryptopterus paraschilbeides
  - Kryptopterus parvanalis
  - Kryptopterus piperatus
  - Kryptopterus platypogon
  - Kryptopterus schilbeides

- Ompok  (Lacepède, 1803) – 20 faj
  - Ompok bimaculatus
  - Ompok binotatus
  - Ompok borneensis
  - Ompok eugeneiatus
  - Ompok fumidus
  - Ompok hypophthalmus
  - Ompok jaynei
  - Ompok leiacanthus
  - Ompok malabaricus
  - Ompok miostoma
  - Ompok pabda
  - Ompok pabo
  - Ompok pinnatus
  - Ompok platyrhynchus
  - Ompok pluriradiatus
  - Ompok rhadinurus
  - Ompok sabanus
  - Ompok sindensis
  - Ompok urbaini
  - Ompok weberi

- Parasilurus  (Bleeker, 1862) – 1 faj
  - Parasilurus asotus

- Pterocryptis  (Peters, 1861) – 15 faj
  - Pterocryptis afghana
  - Pterocryptis berdmorei
  - Pterocryptis bokorensis
  - Pterocryptis buccata
  - Pterocryptis burmanensis
  - Pterocryptis cochinchinensis
  - Pterocryptis crenula
  - Pterocryptis cucphuongensis
  - Pterocryptis furnessi
  - Pterocryptis gangelica
  - Pterocryptis indicus
  - Pterocryptis inusitata
  - Pterocryptis torrentis
  - Pterocryptis verecunda
  - Pterocryptis wynaadensis

- Silurichthys  (Bleeker, 1856) – 8 faj
  - Silurichthys citatus
  - Silurichthys gibbiceps
  - Silurichthys hasseltii
  - Silurichthys indragiriensis
  - Silurichthys marmoratus
  - Silurichthys phaiosoma
  - Silurichthys sanguineus
  - Silurichthys schneideri

- Silurus  (Linnaeus, 1758) – 16 faj
  - Négybajuszszálas harcsa (Silurus aristotelis)
  - Silurus biwaensis
  - Silurus chantrei
  - Silurus duanensis
  - Silurus gilberti
  - Európai harcsa (Silurus glanis)
  - Silurus grahami
  - Silurus lanzhouensis
  - Silurus lithophilus
  - Silurus mento
  - Silurus meridionalis
  - Silurus microdorsalis
  - Silurus morehensis
  - Silurus palavanensis
  - Silurus soldatovi
  - Silurus triostegus

- Wallago  (Bleeker, 1851) – 5 faj
  - Wallago attu
  - Wallago hexanema
  - Wallago leerii
  - Wallago maculatus
  - Wallago micropogon

## Ajánlott magyar nyelvű könyvek
- Dudich, E., Loksa, I. (1987): Állatrendszertan – Tankönyvkiadó, Budapest ISBN 9631805433
- Papp, L.(1996): Zootaxonómia – egységes jegyzet – Állatorvostudományi Egyetem, Budapest
- Deckert, K. et al (1974): Uránia Állatvilág: halak, kétéltűek, hüllők – Gondolat Kiadó, Budapest ISBN 9632801385